# بایموک
بایموک (به صربی: Bajmok) یک روستا در صربستان است که در Subotica Municipality واقع شده‌است. بایموک ۱۲۰٫۵۷ کیلومتر مربع مساحت و ۷٬۴۱۴ نفر جمعیت دارد و ۱۴۴ متر بالاتر از سطح دریا واقع شده‌است.